# Vecihe Taşçı
Vecihe Taşçı (1905 - 2002) és una de les primeres dones tennistes i remeres de Turquia. Ha estat esportista del Fenerbahçe S. K. des de 1927 o 1928.